# Моштейру (Олейруш)
Моштейру (порт. Mosteiro; МФА: [muʃ.ˈtɐj.ɾu]) — парафія в Португалії, у муніципалітеті Олейруш. Розташована в східній частині країни, на теренах історичної португальської провінції Бейра. Входить до складу округу Каштелу-Бранку. За адміністративним поділом, чинним до 1976 року, терени парафії були складовою провінції Нижня Бейра. Належить до Порталегрівсько-Каштелу-Бранківської діоцезії Католицької церкви. Патрон — Діва Марія. Площа — 17,6954 км². Населення — 307 ос. (2011). Слабо урбанізований регіон. Густота населення — 17,35 осіб/км²
. Код — 050607.

## Населення
| Кількість мешканців | Кількість мешканців | Кількість мешканців | Кількість мешканців | Кількість мешканців | Кількість мешканців | Кількість мешканців | Кількість мешканців | Кількість мешканців | Кількість мешканців | Кількість мешканців | Кількість мешканців | Кількість мешканців | Кількість мешканців | Кількість мешканців |
| ------------------- | ------------------- | ------------------- | ------------------- | ------------------- | ------------------- | ------------------- | ------------------- | ------------------- | ------------------- | ------------------- | ------------------- | ------------------- | ------------------- | ------------------- |
| 1864                | 1878                | 1890                | 1900                | 1911                | 1920                | 1930                | 1940                | 1950                | 1960                | 1970                | 1981                | 1991                | 2001                | 2011                |
| 441                 | 502                 | 496                 | 521                 | 657                 | 651                 | 585                 | 730                 | 758                 | 805                 | 676                 | 553                 | 494                 | 422                 | 307                 |